# Мала (река)
Мала — река в России, протекает в Подосиновском районе Кировской области. Устье реки находится в 64 км по правому берегу реки Пушма. Длина реки составляет 63 км.
Исток реки находится в южной части Мальского болота на возвышенности Северные Увалы в 3 км к северо-востоку от разъезда 15 км (тупиковая ветка Панасюк - Демьяново) и в 12 км к северо-востоку от посёлка Демьяново. Генеральное направление течения юго-восток, в нижнем течении - юг. Русло сильно извилистое. Верхнее и среднее течение проходит по ненаселённому лесному массиву, в нижнем течении река протекает деревни Останино и Барановщина. Впадает в Пушму чуть выше села Октябрь. Ширина реки в нижнем течении составляет около 17 метров.

## Притоки (км от устья)
- река Гарьевица (лв)
- 9 км: река Большой Пинюг (лв)
- 27 км: река Малый Пинюг (лв)
- река Крутица (пр)
- река Ломовица (лв)
- река Дупленица (лв)
- 40 км: река Восточный Лаптюг (лв)
- 52 км: река Зеленка (лв)

## Данные водного реестра
По данным государственного водного реестра России и геоинформационной системы водохозяйственного районирования территории РФ, подготовленной Федеральным агентством водных ресурсов:
- Бассейновый округ — Двинско-Печорский
- Речной бассейн — Северная Двина
- Речной подбассейн — Малая Северная Двина
- Водохозяйственный участок — Юг
- Код водного объекта — 03020100212103000011399